# Elgiganten
Elgiganten er en dansk varehuskæde indenfor mærkevareprodukter i forbrugerelektronik og hårde hvidevarer. Elgiganten blev etableret i Danmark i 1996 og har i dag 48 varehuse landet over samt onlinesalg fra elgiganten.dk. Elgiganten har godt 2.300 ansatte og har hovedkontor i Ørestad. 
Elgiganten A/S indgår i Elkjøp Nordic-koncernen, der blev grundlagt i Norge i 1962. Siden da er selskabet vokset til at blive markedsleder med varehuse i både Danmark, Norge, Finland og Sverige samt franchisebutikker på Island, Grønland og Færøerne. Elkjøp-koncernen ejes af britiske Currys (tidl. Dixons Carphone).
Elgiganten A/S omsatte i regnskabsåret 2022/2023 for i alt 6,369 milliarder danske kroner. Elkjøp Nordic-koncernen omsatte i regnskabsåret 2021/2022 for 48,7 milliarder norske kroner.[kilde mangler]
Elgiganten åbnede sin første danske butik i 1996, men kunne grundet en restriktiv planlovgivning ikke vokse tilstrækkeligt gennem byggeri af nye varehuse. En stor del af kædens vækst i Danmark er derfor sket gennem opkøb, begyndende med købet af Køkkenland og Snehvide i 1998. Sidstnævnte blev dog solgt fra igen i 2000. I 2001 købte Elgiganten Super Radio-butikkerne af Fredgaard og i 2007 Electric City fra F Group. I 2016 blev der indgået aftale mellem Elgiganten og Fona om køb af 10 butikker, efter at Fona havde måtte lukke sine øvrige butikker som følge af økonomiske problemer. Overtagelsen skete 1. august 2016.